# Araneus bradleyi
Araneus bradleyi este o specie de  păianjen din familia Araneidae. El este răspândit în Australia și Tasmania.

## Descriere

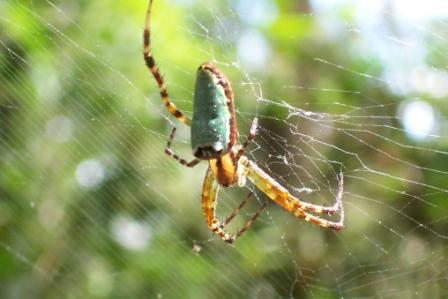

Lungimea corpului mascul este de 8-9 mm și cel al femelei de 14 - 18 mm. Opistosoma are un aspect emailat cu o varietate largă de culori în diferite regiuni ale Australiei. Coconul are formă rotundă, plat pe partea inferioară, unde este fixat de substrat. Coconul este construit din mătase maro – roșie și are un aspect lânos. Ouăle sunt de 1 mm în diametru și se află într-o masă lipicioasă.

## Modul de viață
Araneus bradleyi este un vânător nocturn. Ziua se ascunde printre vegetație, iar noaptea atână în centrul pânzei sferice. Pânza este contruită la o înălțime de 1 metru deasupra solului. Se hrănește cu diverse insecte zburătoare.  